# Elizabeth Rona
Pour les articles homonymes, voir Rona.
Elizabeth Rona, née le 20 mars 1890 et morte le 27 juillet 1981, est une chimiste nucléaire hongroise, connue pour ses travaux sur les Radioisotopes. Après avoir mis au point une méthode améliorée de préparation des échantillons de polonium, elle est reconnue au niveau international comme la principale experte en matière de séparation isotopique et de préparation du polonium. Entre 1914 et 1918, pendant ses études postdoctorales avec George de Hevesy, elle développe une théorie selon laquelle la vitesse de diffusion dépend de la masse des nucléides. Comme seuls quelques éléments atomiques avaient été identifiés, sa confirmation de l'existence de l'"Uranium-Y" (maintenant connu sous le nom de thorium-231) fut une contribution majeure à la chimie nucléaire. Elle reçoit le Prix Haitinger de l'Académie autrichienne des sciences en 1933.
Après avoir immigré aux États-Unis en 1941, elle obtient une bourse Carnegie pour poursuivre ses recherches et a fourni des informations techniques sur ses méthodes d'extraction du polonium au projet Manhattan. Plus tard dans sa carrière, elle devient professeur de chimie nucléaire à l'Institut d'études nucléaires d'Oak Ridge (Oak Ridge Associated Universities|Oak Ridge Institute of Nuclear Studies) et, après 15 ans, est transférée à l'Institut des sciences marines de l'Université de Miami. Tant à Oak Ridge qu'à Miami, elle a poursuivi ses travaux sur la géochronologie des éléments des fonds marins et la datation radiométrique. Elle est intronisée à titre posthume au Tennessee Women's Hall of Fame en 2015.

## Enfance et formation
Elizabeth Rona est née le 20 mars 1890, à Budapest, en Hongrie, d'Ida, (née Mahler) et de Samuel Róna. Son père est un médecin juif prospère qui travaille avec Louis Wickham et Henri-August Dominici, fondateurs de la thérapie au radium, pour introduire les techniques à Budapest, et y a installé l'un des premiers appareils de radiographie. Elizabeth voulait devenir médecin comme son père, mais Samuel pensait que ce métier était trop difficile à atteindre pour une femme. Bien qu'il soit mort alors qu'elle était en deuxième année d'université, le père de Rona l'a encouragée et a suscité son intérêt pour les sciences dès son plus jeune âge. Elle s'inscrit à la faculté de philosophie de l'Université Eötvös Loránd de Budapest, où elle étudie la chimie, la géochimie et la physique, et obtient son doctorat en 1912.

## Début de carrière

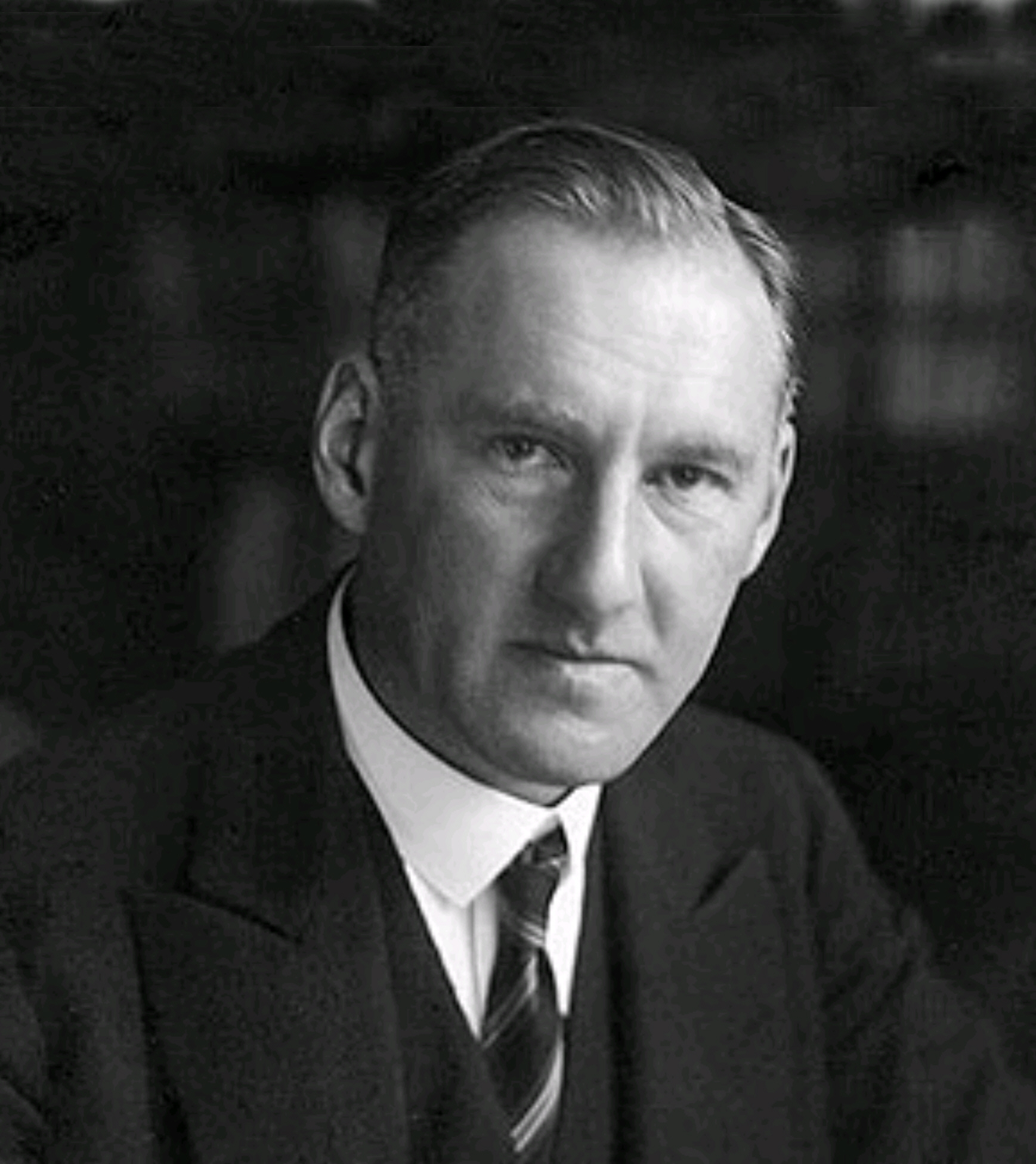
Kasimir Fajans, ca. 1938, instructeur postdoctoral de Rona

Rona commence sa formation postdoctorale en 1912 à l'Institut de Physiologie Animale de Berlin et à l'société Kaiser-Wilhelm, en étudiant la levure comme réactif. En 1913, elle est transférée à l'Institut de technologie de Karlsruhe (Université de Karlsruhe) et travaille sous la direction de Kazimierz Fajans (Kasimir Fajans), le découvreur des isotopes, pendant les huit mois suivants. Au cours de l'été 1914, elle étudie à l'University College de Londres, mais retourne à Budapest au début de la Première Guerre mondiale. Prenant un poste à l'Institut chimique de Budapest, elle rédige un article scientifique sur la "constante de diffusion du radon dans l'eau". En collaboration avec George de Hevesy, on lui demande de vérifier un nouvel élément  —  appelé à l'époque Uranium-Y, maintenant connu sous le nom de thorium-231. Bien que d'autres n'aient pas réussi à confirmer l'élément,  Rona a pu séparer l'Uranium-Y des éléments interférents, prouvant qu'il s'agissait d'un émetteur bêta (β-émission) avec une demi-vie de 25 heures. L'Académie hongroise des sciences publie ses découvertes. C'est au cours de cette étude que Rona a utilisé pour la première fois les termes « Isotopic labeling » et « Isotopic tracer », en notant que la vitesse de diffusion dépendait de la masse des nucléides. Bien qu'elle soit contenue dans une note de bas de page, cette observation a servi de base au développement des études sur le spectrographe de masse et l'eau lourde réalisées ultérieurement par d'autres scientifiques. En plus de ses compétences scientifiques, Rona parlait anglais, français, allemand et hongrois.

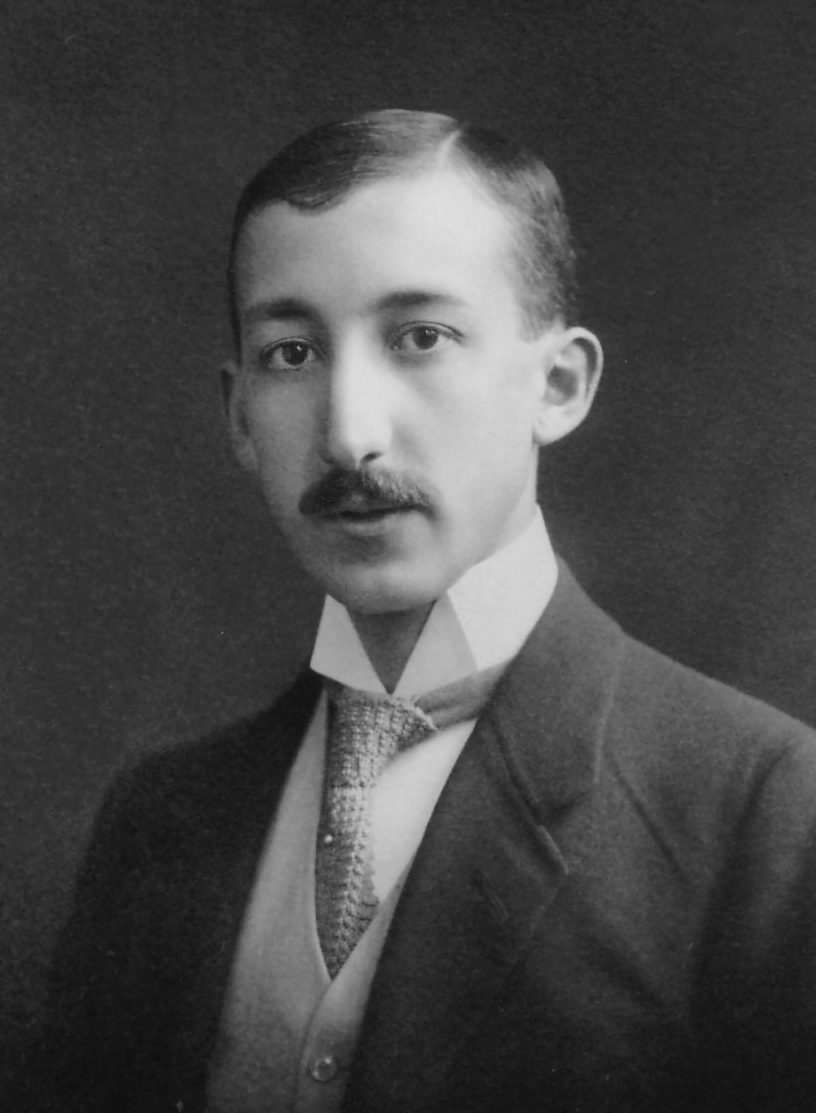
George de Hevesy, ca. 1913

Lorsque Hevesy quitte Budapest, en 1918, Franz Tangl, un biochimiste et physiologiste réputé de l'Université de Budapest, a offert à Rona un poste de professeur. Elle enseigne la chimie à des étudiants sélectionnés qui, selon Tangl, n'ont pas les connaissances suffisantes pour suivre les cours, devenant ainsi la première femme à enseigner la chimie au niveau universitaire en Hongrie,,.
L'appartement dans lequel vivaient Rona et sa mère est saisi lorsque les communistes ont envahi la Hongrie en 1919. En raison de l'instabilité politique et de la persécution des sympathisants communistes au cours de la contre-terreur blanche (Hongrie), une part croissante du travail de l'Institut revient à Rona. Lorsqu'en 1921, Otto Hahn lui propose de retourner à Dahlem (Berlin) et à l'Institut Kaiser Wilhelm, Rona démissionne. Elle rejoint l'équipe de Hahn à Berlin pour séparer le Thorium-230 (maintenant connu sous le nom de Th-230) de l'uranium. [L'hyperinflation de la République de Weimar l'oblige à être transférée à l'Institut des fibres textiles du Kaiser Wilhelm, la recherche pratique étant le seul travail autorisé à l'époque. Les recherches théoriques sans application essentielle ne sont pas prioritaires. Sa formation lui permet de retourner dans une Hongrie plus stable et d'y accepter un poste dans une usine textile en 1923. Elle n'aime pas ce travail et le quitte rapidement, rejoignant en 1924, à la demande de Stefan Meyer (physicien), le personnel de l'Institut de recherche sur le radium de Vienne (Institute for Radium Research, Vienna|Institute for Radium Research of Vienna). Ses recherches y sont axées sur la mesure de l'absorption et de la portée des rayons d'hydrogène, ainsi que sur le développement du polonium comme matière radioactive alternative au radium.

## Autriche
.

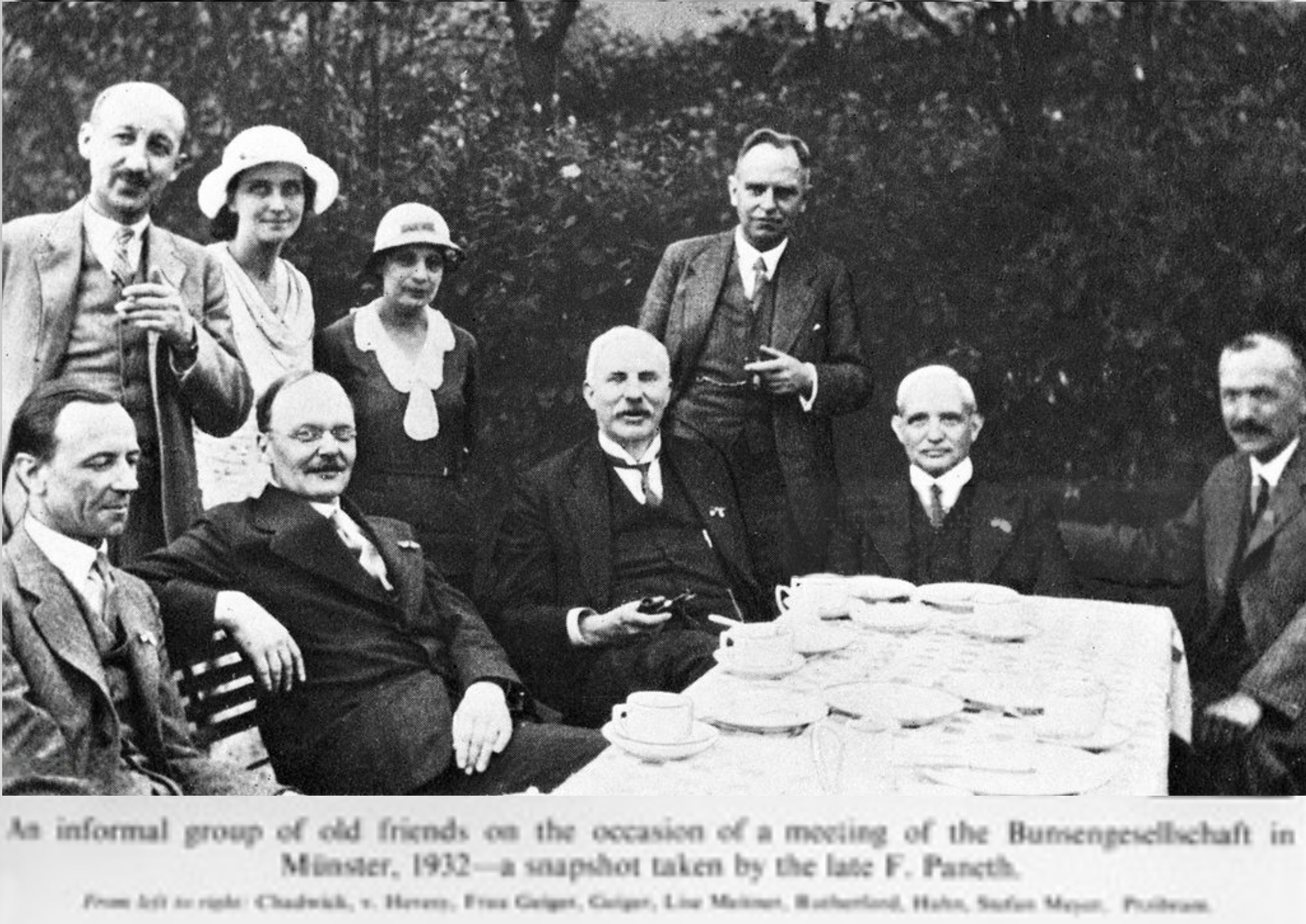
Parterre, de g. à d. : George de Hevesy, Mme Geiger, Lise Meitner, Otto Hahn. Assis, de gauche à droite : James Chadwick, Hans Geiger, Ernest Rutherford, Stefan Meyer (physicien), Karl Przibram, International Bunsentagung on Radioactivity in Münster (16-19 mai 1932)

Dès 1926, Meyer avait écrit à Irène Joliot-Curie pour suggérer à Rona de travailler avec elle afin d'apprendre comment son laboratoire pouvait fabriquer ses propres échantillons de polonium. Une fois que Hans Pettersson a pu obtenir des fonds pour payer les dépenses de Rona, Joliot-Curie l'a autorisée à venir étudier la séparation du polonium à l'Institut Curie (Paris) à Paris. Rona développe une méthode améliorée de préparation des sources de polonium et de production d'émissions alpha.(Décomposition alpha). Reconnue comme une experte dans ce domaine, elle ramène ces compétences à l'Institut du Radium avec un petit disque de polonium. Ce disque lui a permis de créer des échantillons de polonium en laboratoire, qui ont été utilisés dans la plupart des recherches ultérieures de l'Institut.
Ses compétences étaient très demandées et elle a formé de nombreuses collaborations à Vienne, travaillant avec Ewald Schmidt sur la modification de la méthode de vaporisation du polonium de Paul Bonét-Maury ; avec Marietta Blau sur les émulsions photographiques des rayons d'hydrogène; et avec Hans Pettersson. En 1928, Pettersson lui demande d'analyser un échantillon de sédiment de fond marin pour déterminer sa teneur en radium. Comme le laboratoire dans lequel elle travaillait était contaminé, elle a emmené les échantillons au laboratoire océanographique de la Bornö Marine Research Station sur Stora Bornö dans le Gullmarsfjorden, en Suède, qui deviendrait sa destination de recherche estivale pour les 12 années suivantes. Ses analyses avec Berta Karlik sur les demi-vies de la désintégration de l'uranium, du thorium et de l'actinium ont permis d'identifier des datations radiométriques et des gammes de particules α élémentaires. En 1933, Rona et Karlik ont remporté le Prix Haitinger de l'Académie des Sciences d'Autriche]. Haitinger Prize.,

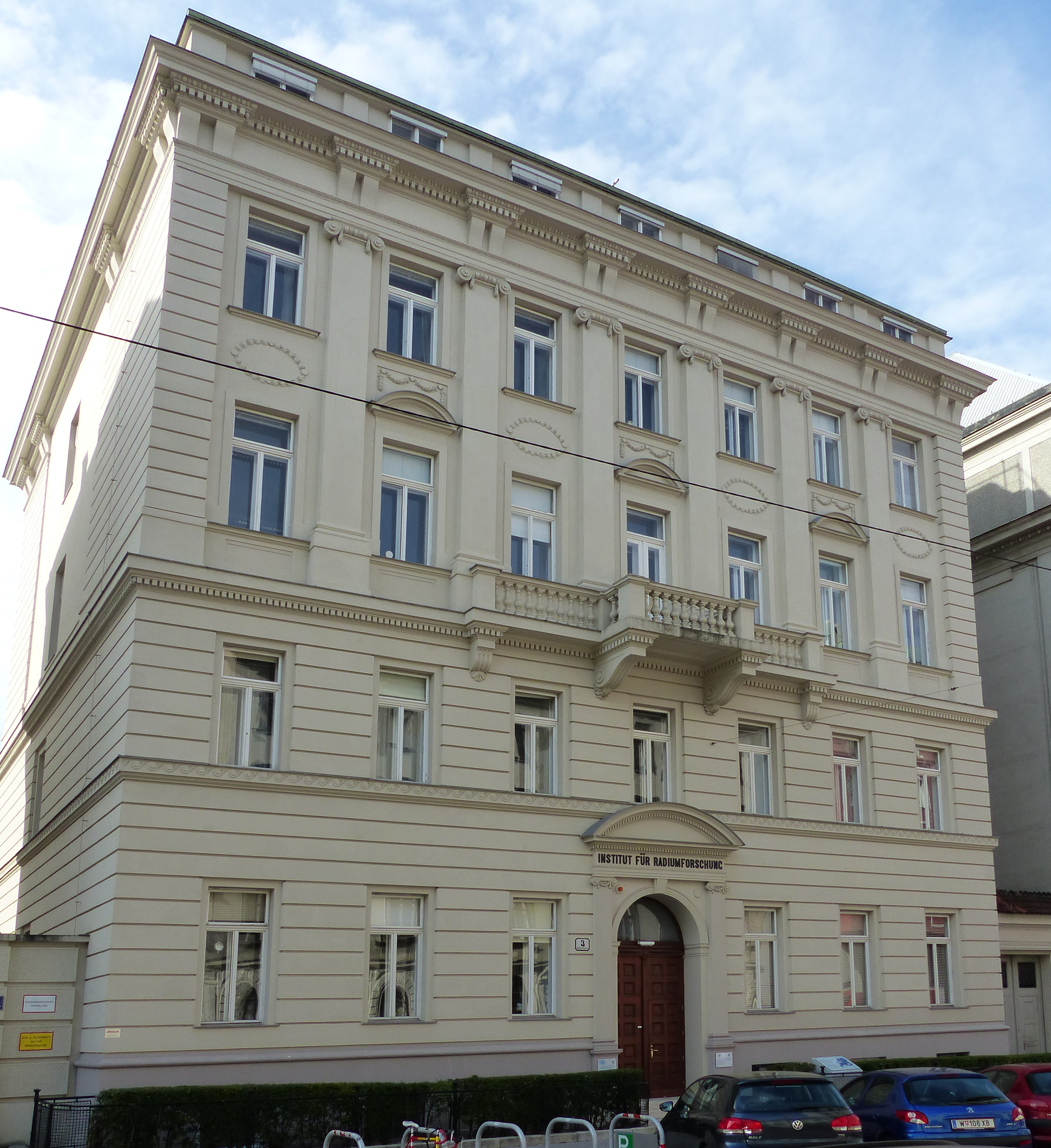
Institut de recherche sur le radium, Vienne

En 1934, Rona est de retour à Paris pour étudier avec Joliot-Curie, qui découvre la radioactivité artificielle. Peu de temps après, Curie meurt et Rona tombe malade, mais elle peut retourner à Vienne à la fin de l'année suivante pour partager ce qu'elle a appris avec un groupe de chercheurs composé de Pettersson, Elizabeth Kara-Michailova et Ernst Føyn, qui est alors l'assistant d'Ellen Gleditsch. Leurs études étaient centrées sur la recherche de l'effet provoqué par le bombardement de radionucléides par des neutrons. En 1935, Rona a consolidé certaines de ces relations, travaillant sur Stora Bornö, puis rendant visite à Gleditsch à Oslo, puis se rendant à Copenhague pour voir Hevesy, et plus tard à Kålhuvudet, en Suède, pour rencontrer Karlik et Pettersson. L'un des projets sur lesquels le groupe travaillait depuis plusieurs années était de déterminer s'il existait une corrélation entre la profondeur de l'eau et la teneur en radium, et leurs recherches sur l'eau de mer évaluaient la concentration des éléments dans l'eau de mer recueillie à différents endroits.
Après l'Anschluss de 1938, Rona et Marietta Blau quittent l'Institut du radium en raison de leur héritage juif, et des persécutions antisémites qu'elles subissent dans le laboratoire. Rona retourne d'abord à Budapest et travaille dans un laboratoire industriel, mais en quelques mois, le poste est supprimé. Elle travaille d'octobre à décembre 1938 en Suède, puis accepte un poste temporaire d'un an à l'Université d'Oslo, qui lui est proposé par Gleditsch. Réticente à l'idée de quitter sa maison, Rona retourne en Hongrie à la fin de son année à Oslo . Elle est nommée à un poste à l'hôpital Radium-Cancer de Budapest, où elle prépare le radium à des fins médicinales.

## Émigration
Face à l'envahissement de la Russes d'une part et à l'implication du Nazi dans la Hongrie pendant la Seconde Guerre mondiale d'autre part, au début de 1941, Rona obtient un visa de visiteur et s'enfuit aux États-Unis. Pendant trois mois, elle est au chômage et soupçonnée d'être une espionne, bien qu'elle ait demandé l'aide de scientifiques avec lesquels elle avait travaillé en Europe pour trouver un emploi. Lors d'une réunion de l'American Physical Society, elle rencontre le physicien autrichien Karl Herzfeld, qui l'aide à obtenir un poste d'enseignant  à la Trinity College à Washington, D.C.. Durant cette période, elle reçoit une bourse Carnegie à des recherches au Geophysical Laboratory du Carnegie Institute, travaillant sur l'analyse de l'eau de mer et des sédiments. Entre 1941 et 1942, elle mène des travaux au Carnegie en collaboration avec la Institut océanographique de Woods Hole, mesurant la quantité de radium dans l'eau de mer et l'eau de rivière. Son étude, achevée en 1942, montre que le rapport entre le radium et l'uranium est plus faible dans l'eau de mer et plus élevé dans l'eau de rivière.
Après son retour d'un séjour d'été à Los Altos , Rona reçoit un vague télégramme de l'Institut d'optique Graduate School de l'Université de Rochester faisant référence au travail de guerre et au polonium, mais aucun détail sur une mission. Lorsque Rona a répondu qu'elle serait intéressée pour participer à l'effort de guerre mais qu'elle avait des problèmes d'immigration, Brian O'Brien est apparu dans son bureau et a expliqué la nature du travail confidentiel pour le Projet Manhattan. Ils lui ont proposé d'acheter sa méthode d'extraction du polonium et lui ont donné des instructions précises sur le type d'assistants qu'elle pourrait utiliser - quelqu'un qui n'est pas familier avec la chimie ou la physique. Son statut de non-citoyenne ne l'a pas empêchée de travailler pour l'Office of Scientific Research and Development (OSRD), à qui elle a donné ses méthodes sans compensation. Avant le projet Manhattan, le polonium n'avait été utilisé que dans de petits échantillons, mais le projet proposait d'utiliser à la fois le polonium et le béryllium pour créer une réaction forçant l'éjection de neutrons et l'allumage de la réaction de fission nécessaire à la bombe à atomes. Des usines de plutonium, basées sur ses spécifications concernant le traitement de l'élément, ont été construites dans le désert du Nouveau-Mexique au Laboratoire national de Los Alamos, mais Rona n'reçoit aucun détail.
Les méthodes de Rona ont également été utilisées dans le cadre des expériences menées par le Human radiation experiments pour déterminer les effets de l'exposition humaine aux radiations. Au début de sa carrière, elle avait été exposée aux dangers du radium. Les demandes de Rona pour des masques à gaz protecteurs ont été refusées, car Stefan Meyer minimisait les dangers de l'exposition. Elle a acheté des équipements de protection avec son propre argent, ne croyant pas qu'il n'y avait pas de danger. Lorsque des fioles de matériel radioactif explosent et que le laboratoire est contaminé, Rona est convaincue que son masque l'a sauvée. Gleditsch l'avait également avertie des dangers l'année où Rona était malade et vivait à Paris, à la mort de Joliot-Curie, en insistant sur le risque d'anémie liée au radium. Dans le livre qu'elle écrit en 1978 sur ses expériences, Rona a parlé des dommages causés aux os, aux mains et aux poumons des scientifiques qui étudiaient la radioactivité. Comme ils ne portaient pas de gants et versaient fréquemment des substances entre les flacons sans protection, elle a noté que leurs pouces, leurs index et leurs annulaires étaient souvent endommagés. Le secret entourant le projet fait qu'il est difficile de savoir si les scientifiques qui ne travaillaient pas directement sur un projet savaient précisément à quoi servait leur contribution.

## Suite de la carrière
Rona continue à enseigner jusqu'en 1946 à Trinity. En 1947, elle commence à travailler au Laboratoire national d'Argonne.. Elle y travaille sur les réactions d'échangeur d'ions et publie plusieurs ouvrages pour la Commission de l'énergie atomique des États-Unis., En 1948, elle est naturalisée citoyenne américaine. En 1950, elle commence un travail de recherche à l'Institut d'études nucléaires de Oak Ridge Associated Universities en tant que chimiste et scientifique senior en études nucléaires. Pendant cette période, elle collabore avec l'université Texas A&M sur la géochronologie des sédiments des fonds marins, datant des carottes en estimant leur décroissance radioactive. Elle prend sa retraite d'Oak Ridge en 1965 et va ensuite travailler à l'Université de Miami, enseignant à l'Institut des sciences marines où elle travaille pendant une décennie. Rona prend sa deuxième retraite en 1976 et est retournée au Tennessee à la fin des années 1970, publiant un livre en 1978 sur ses méthodes de traçage radioactif.
Rona décède le 27 juillet 1981 à Oak Ridge, Tennessee.

## Notoriété
Rona n'a pas reçu une reconnaissance complète pour ses réalisations à son époque.
Elle est intronisée à titre posthume au Tennessee Women's Hall of Fame en 2015. En 2019, elle a finalement reçu une notice nécrologique dans le New York Times, dans le cadre de leur série Overlooked (obituary feature).

## Ouvrages choisis
- (hu) Erzsébet Róna, A bróm és az egyértékű aliphás alkoholok (thèse), Budapest, Hungary, Budapesti Tudományegyetem, 1912[31]
- (hu) E. Róna, « Az urán átalakulásairól », Mathematikai és Természettudományi Értesítő, Budapest, Hongrie, vol. 35,‎ 1914, p. 350[31]
- (de) E. Róna, « I. Über die Reduktion des Zimtaldehyds durch Hefe. II. Vergärung von Benzylbrenztraubensäure », Biochemische Zeitschrift, vol. 67,‎ 1914, p. 137-142[33]
- (hu) E. Róna, « A rádium-emanáczió diffúzióállandója és atomátmérője », Magyar Chemiai Folyóirat, Budapest, Hongrie, vol. 23,‎ 1917, p. 156[31]
- (de) Elisabeth Róna, « Über den Ionium-Gehalt in Radium-Rückständen », Berichte der Deutschen Chemischen Gesellschaft (A and B Series), vol. 55, no 2,‎ 11 février 1922, p. 294-301 (DOI 10.1002/cber.19220550203, lire en ligne)
- (de) Elisabeth Róna, Absorptions- und Reichweitenbestimmungen an "natürlichen" H-Strahlen, Vienne, Autriche, Hölder-Pichler-Tempsky A.G., 1926 (OCLC 72698422)
- (de) Elisabeth Róna et Ewald A W Schmidt, Untersuchungen über das Eindringen des Poloniums in Metalle, Vienne, Autriche, Hölder-Pichler-Tempsky A.G., 1927 (OCLC 72698433)
- (de) Elisabeth Róna et Ewald A. W. Schmidt, « Eine Methode zur Herstellung von hochkonzentrierten Poloniumpräparaten », Sitzungsberichte Akademie der Wissenschaften, Vienne, Autriche, Math-naturwissenschaften, vol. 2A, no 137,‎ 1928, p. 103-115,[34]
- (de) Elisabeth Róna, « Zur Herstellung von Polonium aus Radiumverbindungen und aktiven Bleisalzen (Mitteilungen des Institutes für Radiumforschung 217 », Sitzungsberichte Akademie der Wissenschaften, Vienna, Austria, Math-naturwissenschaften, vol. 2A, no 137,‎ 1928, p. 227-234[17]
- (de) Marietta Blau et Elisabeth Róna, « Anwendung der Chamié'schen photographischen Methode zur Prüfung des chemischen Verhaltens von Polonium », Sitzungsberichte Akademie der Wissenschaften, Vienna, Autriche, Math-naturwissenschaften, vol. 2A, no 139,‎ 1930, p. 276-279,[34]
- (de) Elizabeth Rona et Fritz Rieder, Untersuchungen über Reichweiten von Alpha-Strahlen der Actinium-Folgeprodukte, Vienne, Autriche, Hölder-Pichler-Tempsky, 1932 (OCLC 457925762).
- (de) Elisabeth Róna et Margarete Hoffer, Verdampfungsversuche an Polonium in Sauerstoff und Stickstoff, Vienne, Autriche, Hölder-Pichler-Tempsky A.G., 1935 (OCLC 72698437)
- (de) Elisabeth Róna et Elisabeth Neuninger, Beiträge zur Frage der künstlichen Aktivität des Thoriums, Vienne, Autriche, Hölder-Pichler-Tempsky A.G., 1936 (OCLC 72698423)
- (de) Elisabeth Róna, Herta Scheichenberger et Robert Stangl, Weitere Beiträge zur Frage der künstlichen Aktivität des Thoriums, Vienne, Autriche, Hölder-Pichler-Tempsky A.G., 1938 (OCLC 72698425)
- (en) Elizabeth Rona, Ernst Föyn, Berta Karlik et Hans Pettersson, The Radioactivity of seaater, Göteborg, Sweden, Elanders boktryck, 1939 (OCLC 459915451)
- (en) Elizabeth Rona, Réactions d'échange des ions d'uranium en solution, Oak Ridge, Tennessee, U.S. Atomic Energy Commission, 1948 (OCLC 702211487)
- Elizabeth Rona, Quelques aspects des réactions d'échange isotopique, Oak Ridge, Tennessee, U.S. Atomic Energy Commission, 1949 (OCLC 794877518)
- Elizabeth Rona, L O Gilpatrick et Lela M Jeffrey, « Détermination de l'uranium dans l'eau de mer », Eos, Transactions, American Geophysical Union, Washington, D. C., American Geophysical Union, vol. 37, no 6,‎ décembre 1956, p. 697–701 (ISSN 0002-8606, DOI 10.1029/tr037i006p00697, Bibcode 1956TrAGU..37..697R)
- (en) Elizabeth Rona, « A method to determine the isotopic ratio of Thorium-232 to Thorium-230 in minerals », Eos, Transactions, American Geophysical Union, Washington, D.. C., American Geophysical Union, vol. 38, no 5,‎ octobre 1957, p. 754–759 (ISSN 0002-8606, DOI 10.1029/tr038i005p00754, Bibcode 1957TrAGU..38..754R)
- (en) Elizabeth Rona, Donald W Hood, Lowell Muse et Benjamin Buglio, « Activation Analysis of Manganese and Zinc in Sea Water », Limnology and Oceanography, Washington, D.. C., Association for the Sciences of Limnology and Oceanography, Inc., vol. 7, no 2,‎ avril 1962, p. 201-206 (ISSN 1939-5590, DOI 10.4319/lo.1962 .7.2.0201 , Bibcode 1962LimOc...7..201R)
- (en) Elizabeth Rona, L K Akers, John E Noakes et Irwin Supernaw, « Geochronologie dans le Golfe du Mexique. Part I », Progress in Oceanography, Philadelphia, Pennsylvania, Elsevier, vol. 3,‎ 1963, p. 289–295 (ISSN 0079-6611, DOI 10.1016/0079-6611(65)90024-8, Bibcode 1963PrOce...3..289R)
- (en) Elizabeth Rona, « Geochronology of Marine and Fluvial Sediments », Science, Washington, D.C., Association américaine pour l'avancement des sciences, vol. 144, no 3626,‎ 26 juin 1964, p. 1595-1597 (ISSN 0036-8075, PMID 17741249, DOI 10.1126/science.144 .3626.1595, Bibcode 1964Sci...144.1595R)
- (en) Elizabeth Rona Éléments radioactifs naturels dans l'environnement marin (rapport), Miami, Florida, Atomic Energy Commission, juillet 1967
- (en) Elizabeth Rona, Comment cela est arrivé : radioactivité, physique nucléaire, énergie atomique, Oak Ridge, Tennessee, Oak Ridge Associated Universities, 1978 (ISBN 978-0-930-78003-6)